# Erste Bank Open 2017
Erste Bank Open 2017 — тенісний турнір, що проходив на кортах з твердим покриттям у місті Відень, Австрія з 23 жовтня. Належав до категорії ATP World Tour 500, був турніром серії Vienna Open 2017 року.

## Фінальна частина

### Одиночний розряд
Люка Пуй —  Жо-Вілфрід Тсонга 6–1, 6–4

### Парний розряд
Роган Бопанна /  Пабло Куевас —  Марсело Демолінер /  Сем Кверрі 7–6(9–7), 6–7(4–7), [11–9]